# Glomeromycota
Glomeromycota is een stam in het rijk van de schimmels.
Deze stam bestaat uit één klasse, de Glomeromycetes, en ongeveer 200 soorten.

## Taxonomische indeling
De taxonomische indeling van de Glomeromycota is volgens de Index Fungorum (op 10-9-2008) als volgt:
Stam: Glomeromycota
- Klasse: Glomeromycetes
  - Onderklasse: Incertae sedis
    - Orde: Archaeosporales
    - Orde: Diversisporales
    - Orde: Glomerales
    - Orde: Paraglomerales